# Podopterus cordifolius
Podopterus cordifolius là một loài thực vật có hoa trong họ Rau răm. Loài này được Rose & Standl. miêu tả khoa học đầu tiên năm 1920.